# Chitina
La chitina (C8H13O5N)n, scoperta dal chimico e farmacista francese Henri Braconnot nel 1811, è uno dei principali componenti dell'esoscheletro degli insetti e di altri artropodi, della parete cellulare dei funghi, del perisarco degli idroidi ed è presente anche nella cuticola epidermica, in altre strutture superficiali di molti altri invertebrati e nella parete cellulare di alcune microalghe marine. Dopo la cellulosa, infatti, la chitina è il più abbondante biopolimero presente in natura.

## Composizione
La struttura chimica della chitina è stata determinata nel 1929 dal chimico svizzero Albert Hofmann, che idrolizzò la chitina utilizzando come enzima la chitinasi che aveva ottenuto dalla lumaca Helix pomatia.
Dal punto di vista chimico si tratta di un polisaccaride, costituito da più unità di N-acetilglucosammina (N-acetil-D-glucos-2-ammina) legate tra di loro con un legame di tipo β-1,4, lo stesso delle unità di glucosio che formano la cellulosa. Pertanto la chitina può essere considerata come una cellulosa nella quale al gruppo ossidrilico al C2 su ogni monomero sia stato sostituito un gruppo di acetilammina.
La chitina è inoltre un componente importante della parete cellulare dei funghi. In queste pareti, oltre alla chitina, si trova il chitosano, completamente deacilato sul gruppo amminico dell'N-acetilglucosammina, che, invece, nei funghi può essere più o meno acilata sul gruppo. Spesso nei funghi essa è associata a polisaccaridi β-glucani legati a proteine a formare una matrice polisaccaridica a volte stratificata. Nelle pareti dei lieviti, facenti sempre parte del regno dei funghi, la chitina si riscontra raramente.
I legami a idrogeno tra polimeri adiacenti garantiscono alla sostanza una notevole durezza. Tale caratteristica, unita alla sua flessibilità e al fatto che è degradabile dagli enzimi endogeni, fa della chitina un ottimo materiale per la produzione di fili per suture chirurgiche, bende e anche pelle sintetica. La chitina ha anche l'insolita proprietà di accelerare la guarigione delle ferite negli esseri umani, strettamente correlata al chitosano (industrialmente prodotto per deacetilazione della chitina; il chitosano è idrosolubile, al contrario della chitina) ed al sistema immunitario degli animali.

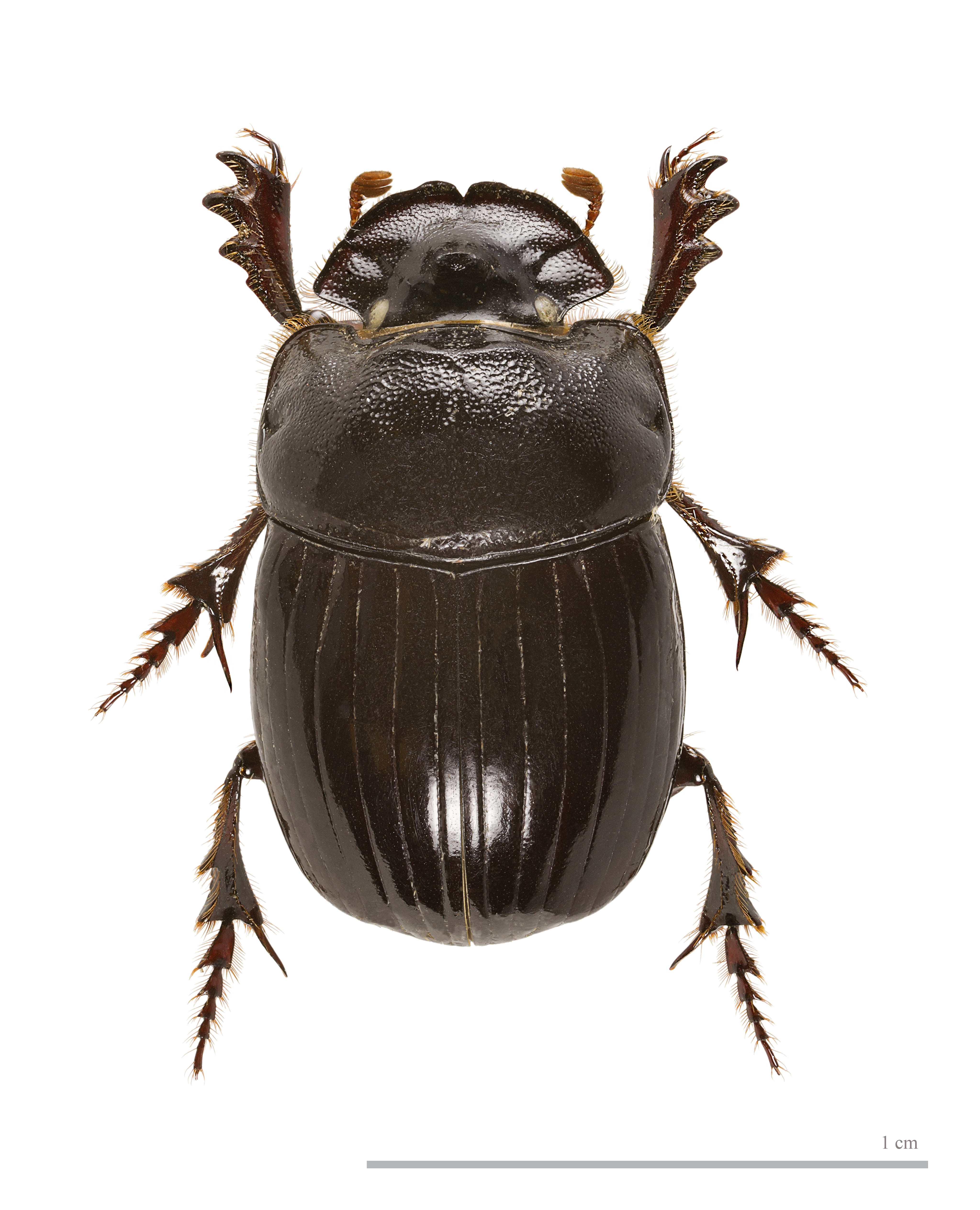
La chitina è uno dei principali componenti dell'esoscheletro degli insetti (qui Copris lunaris ♀).

## Etimologia
Le parole "chitina" e "chitone" (un mollusco marino) derivano entrambe dalla stessa parola greca χιτών, che significa "tunica, rivestimento", in riferimento alla durezza, nel primo caso, del polimero, nel secondo, della placca calcarea che riveste l'animale.